# Jo Feiler
Jo Alison Feiler (nascida em 1951) é uma fotógrafa americana.
O seu trabalho encontra-se incluído nas colecções do Museu J. Paul Getty, em Los Angeles, do Tate Museum, em Londres, da National Portrait Gallery, em Londres, do Brooklyn Museum, em Nova York, e do Metropolitan Museum of Art, também em Nova York. 47 das suas fotografias estão incluídas na colecção do Museu de Arte do Condado de Los Angeles.